# ویکی‌مدیا علیه آژانس امنیت ملی

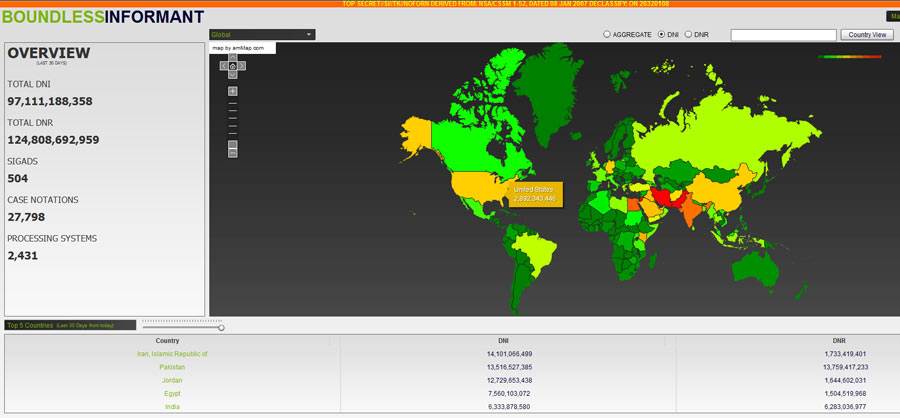
بررسی کاربران ویکی مدیا و ویکی دیتا

ویکی‌مدیا علیه آژانس امنیت ملی (به انگلیسی: Wikimedia v. NSA) نام یک پرونده حقوقی بنیاد ویکی‌مدیا و چندین سازمان دیگر در مقابل آژانس امنیت ملی ایالات متحده آمریکا و وزارت دادگستری ایالات متحده آمریکا درباره نظارت گسترده بر کاربران ویکی‌پدیا توسط NSA در عملیات پریزم است. این پرونده به چند مورد نقض قانون در متمم اول قانون اساسی در آمریکا و محافظت از آزادی بیان اشاره داشته است.
از دیگر سازمان‌های حامی این شکایت می‌توان به اتحادیه آزادی‌های شهروندی آمریکا، انجمن قلم آمریکا، مجله ملت، دیدبان حقوق بشر، انجمن ملی جزایی وکلای مدافع، صندوق بین‌المللی برای زنان، و دفتر واشینگتن در آمریکای لاتین اشاره کرد. این شاکیان، خواستار پایان برنامه جاسوسی گسترده آژانس امنیت ملی آمریکا هستند.